# Embolemus pecki
Embolemus pecki is een vliesvleugelig insect uit de familie van de peerkopwespen (Embolemidae). De wetenschappelijke naam van de soort is voor het eerst geldig gepubliceerd in 1997 door Olmi.